# Johann Andreas Eisenmenger
Johann Andreas Eisenmenger nacido en Mannheim, en 1654 y fallecido en Heidelberg el 20 de diciembre de 1704) era un orientalista alemán del Electorado del Palatinado. ahora más conocido como el autor de Entdecktes Judenthum. El teólogo católico August Rohling explotó el material de este libro de Eisenmenger para construir las fabricaciones de su polémica antisemita Der Talmudjude (1871). El erudito bíblico luterano Franz Delitzsch sometió el libro de Rohling a un examen minucioso y descubrió que no solo recurrió a Eisenmenger, sino que además introdujo muchas distorsiones significativas. Sin embargo, el libro de Rohling coincidió con un aumento del antisemitismo y a menudo influyó en los críticos humanistas y/o antisemitas, que a menudo lo citan, en lugar del propio voluminoso tratado de Eisenmenger.